# Trichopeltina
Trichopeltina is een geslacht in de familie Microthyriaceae. De typesoort Trichopeltospora pipericola.

## Soorten
Volgens Index Fungorum telt het geslacht vijf soorten (peildatum september 2023):
| Soortnaam                | Auteur(s)             | Publicatiejaar |
| ------------------------ | --------------------- | -------------- |
| Trichopeltina asiatica   | Hongsanan & K.D. Hyde | 2014           |
| Trichopeltina chilensis  | (Speg.) Theiss.       | 1913           |
| Trichopeltina exporrecta | Dilcher               | 1965           |
| Trichopeltina ixorae     | Bat. & Peres          | 1967           |
| Trichopeltina labecula   | (Mont.) Theiss.       | 1914           |